# (3960) Chaliubieju
(3960) Chaliubieju est un astéroïde de la ceinture principale.

## Description
(3960) Chaliubieju est un astéroïde de la ceinture principale. Il fut découvert le 20 janvier 1955 à Nanking par l'observatoire de la Montagne Pourpre. Il présente une orbite caractérisée par un demi-grand axe de 2,64 UA, une excentricité de 0,28 et une inclinaison de 14,4° par rapport à l'écliptique.

## Compléments